# Гьюїтаун
Гьюїтаун (англ. Hueytown) — місто (англ. city) в США, в окрузі Джефферсон штату Алабама. Населення — 16 776 осіб (2020).

## Географія
Гьюїтаун розташований за координатами 33°25′18″ пн. ш. 87°0′51″ зх. д. / 33.42167° пн. ш. 87.01417° зх. д. (33.421567, -87.014251).  За даними Бюро перепису населення США в 2010 році місто мало площу 51,02 км², з яких 50,38 км² — суходіл та 0,64 км² — водойми.

## Демографія
Згідно з переписом 2010 року, у місті мешкало 16 105 осіб у 6412 домогосподарствах у складі 4517 родин. Густота населення становила 316 осіб/км².  Було 6998 помешкань (137/км²).
Расовий склад населення:
| - 70,0 % — білих - 27,2 % — чорних або афроамериканців - 0,5 % — азіатів - 0,3 % — корінних американців - 1,1 % — осіб інших рас |

До двох чи більше рас належало 1,0 %. Частка іспаномовних становила 2,0 % від усіх жителів.
За віковим діапазоном населення розподілялося таким чином: 22,3 % — особи молодші 18 років, 61,2 % — особи у віці 18—64 років, 16,5 % — особи у віці 65 років та старші. Медіана віку мешканця становила 40,0 року. На 100 осіб жіночої статі у місті припадало 89,5 чоловіків;  на 100 жінок у віці від 18 років та старших — 85,8 чоловіків також старших 18 років.
Середній дохід на одне домашнє господарство  становив 52 506 доларів США (медіана — 42 172), а середній дохід на одну сім'ю — 60 240 доларів (медіана — 50 936). Медіана доходів становила 41 722 долари для чоловіків та 32 313 долари для жінок. За межею бідності перебувало 14,3 % осіб, у тому числі 20,5 % дітей у віці до 18 років та 14,5 % осіб у віці 65 років та старших.
Цивільне працевлаштоване населення становило 6525 осіб. Основні галузі зайнятості: освіта, охорона здоров'я та соціальна допомога — 23,6 %, роздрібна торгівля — 14,3 %, науковці, спеціалісти, менеджери — 8,0 %, виробництво — 7,8 %.